# Necho al II-lea
Necho al II-lea (uneori Nekau, Neku, Nechoh, sau Nikuu; greacă: Νεκώς Β') era un faraon al Dinastiei a 26-a (610–595 î.Hr.), care cârmuia din Sais. Conform lui Herodot, în timpul domniei sale Necho a trimis o expediție de fenicieni, care în trei ani de zile a navigat din Marea Roșie în jurul Africi până la Strâmtoarea Gibraltar și înapoi în Egipt. Este posibil ca fiul lui Necho, Psamtik al II-lea, după ce a moștenit tronul, să fi îndepărtat numele lui Necho de pe monumente.
Necho a jucat un rol semnificativ în istoriile Imperiului Neo-Asirian, Imperiului Neo-Babilonian și Regatului Iuda. Necho II este cel mai probabil faraonul menționat în mai multe cărți ale Bibliei. Scopul celei de-a doua campanii a lui Necho au fost cuceriri în Asia, pentru a opri avansul către vest a Imperiului Neobabilonian și pentru a întrerupe ruta comercială a acestuia peste Eufrat. Cu toate acestea, egiptenii au fost învinși de atacul neașteptat al babilonienilor și în cele din urmă au fost expulzați din Siria.
Egiptologul Donald B. Redford a observat că Necho al II-lea a fost „un om de acțiune încă de la început și înzestrat cu o imaginație poate peste cea a contemporanilor săi, [care] a avut ghinionul să creeze impresia de eșec”.

## Biografie

### Genealogie și viața timpurie
Necho al II-lea a fost fiul lui Psammetichus I cu Marea sa soție regală Mehtenweskhet. Prenomenul său sau numele regal Wahem-Ib-Re înseamnă „Îndeplinirea [a] Inimii (adică, Dorința) [a lui] Re”. După înscăunarea sa Necho s-a confruntat cu haosul creat de raidurile cimerienilor și sciților, care nu numai că au devastat Asia la vest de Eufrat, dar i-au ajutat și pe babilonieni să distrugă Imperiul Asirian. Acel odată puternic imperiu era acum redus la trupele, oficialii și nobilii care s-au adunat în jurul unui general care rezista la Harran, luându-și numele de tron Ashur-uballit II. Necho a încercat să ajute această rămășiță imediat după încoronarea sa, dar forța pe care a trimis-o s-a dovedit a fi prea mică, iar armatele combinate au fost forțate să se retragă spre vest, peste Eufrat. 

### Campanii militare

#### Prima campanie
În primăvara anului 609 î.Hr. Necho a condus personal o forță considerabilă pentru a-i ajuta pe asirieni. În fruntea unei armate mari, formată în principal din mercenarii săi, Necho a luat-o pe calea de coastă Via Maris în Siria, sprijinit de flota sa mediteraneană de-a lungul țărmului, și a trecut prin zonele joase ale Filistiei și Sharon. S-a pregătit să traverseze creasta dealurilor care închid la sud marea Vale Iezreel, dar aici a găsit trecerea blocată de armata iudeilor. Regele lor, Iosia, s-a alăturat babilonienilor și a încercat să-i blocheze înaintarea la Meghiddo, unde a fost purtată o luptă aprigă și Iosia a fost ucis. Motivul pentru care Iosia a decis să încerce să oprească campania egipteană nu este cunoscut, dar ar fi putut fi inspirat de eșecul egiptean de a-i ajuta pe asirieni să dețină și apoi să recucerească Harran pentru asirieni. Conform Cărților Biblice ale Cronicilor, Necho nu intenționase să se lupte cu iudeii și a fost dezorientat de decizia lui Iosia de a-l ataca. Se presupune că i-a trimis o scrisoare care includea pasajul „ce ne-am făcut unul altuia, rege al Iudei? Nu vin împotriva ta astăzi.”  
Herodot relatează campania faraonului în Istoriile sale, Cartea 2:159:
| “ | Necos, atunci, a încetat munca la canal și s-a pornit la război; unele dintre triremele lui erau construite la marea de nord, și anume în Golful Arab (Marea Roșie), pe coasta Mării Erythrias. Încă pot fi văzute troliurile folosite pentru a scoate navele pe mal.A folosit acele nave după necesitate, pe când s-a angajat și într-o bătălie decisivă cu sirienii la Magdolos și i-a cucerit; și după aceasta a capturat Cadytis (Kadesh), un oraș mare din Siria. A trimis hainele pe care le-a purtat în aceste bătălii la Branchidae din Milet și le-a dedicat lui Apollo. | ” |

Necho a capturat în curând orașul Kadesh pe Orontes și a mers înainte. Unindu-și forțele cu Ashur-uballit, împreună au trecut Eufratul și au asediat orașul Harran. Deși Necho a devenit primul faraon care a traversat Eufratul de la Thutmose al III-lea, el nu a reușit să captureze Harranul și s-a retras în nordul Siriei. În acest moment Ashur-uballit dispare din istorie, iar Imperiul Asirian a fost cucerit de babilonieni.

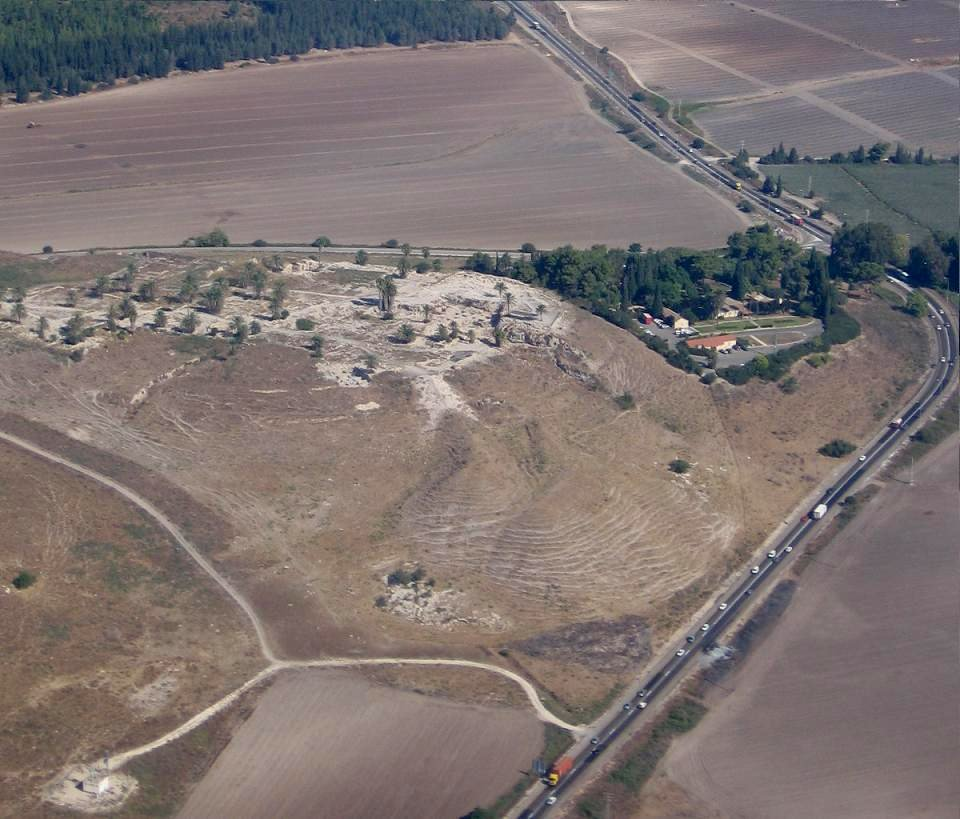
Vedere aeriană a Tel Megiddo, locul bătăliei de la Megiddo din 609 î.Hr.

A doua Carte a Regilor și a doua Carte a Cronicilor descriu și bătălia dintre Necho și regele Iosia de la Meghido (2 Regi:23:29, 2 Cronici 35:20–24). Lăsând în urmă o forță considerabilă, Necho s-a întors în Egipt. Pe drumul de întoarcere el a descoperit că iudeii îl aleseseră pe Ioahaz pentru a-i urma tatălui său Iosia, pe care Neco l-a destituit și l-a înlocuit cu Ioiachim. El l-a adus pe Ioahaz înapoi în Egipt ca prizonier, unde Ioahaz și-a încheiat zilele (2 Regi 23:31; 2 Cronici 36:1–4).

#### A doua campanie

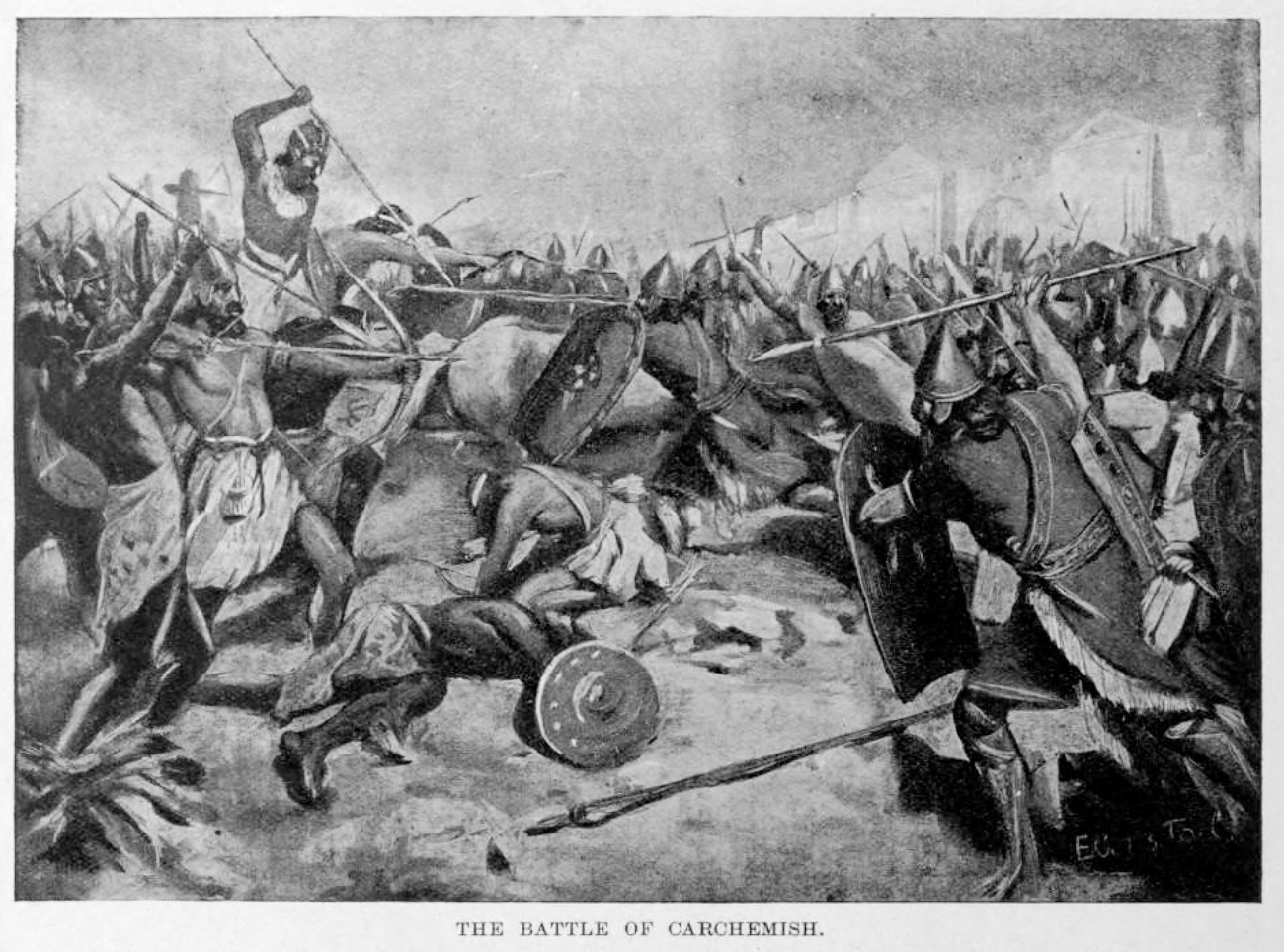
În 605 î.Hr. o forță egipteană a luptat cu babilonienii în bătălia de la Carchemish, ajutată de rămășițele armatei fostei Asiriei, dar aceasta a fost înfrântă.

Regele babilonian plănuia să-și reafirme puterea în Siria. În 609 î.Hr. regele Nabopolassar a capturat Kumukh, care a tăiat legăturile armatei egiptene, aflată atunci în Carchemish. Necho a răspuns în anul următor, recucerind Kumukh după un asediu de patru luni și executând garnizoana babiloniană. Nabopolassar a adunat o altă armată, care și-a așezat tabăra la Qurumati, pe Eufrat. Cu toate acestea, sănătatea precară a lui Nabopolassar l-a forțat în 605 î.Hr. să se întoarcă în Babilon. Ca răspuns, în 606 î.Hr. egiptenii i-au atacat pe babilonienii lipsiți de conducător (probabil conduși atunci de prințul-moștenitor Nebucadrețar), care au fugit de pe poziții. 
În acest moment bătrânul Nabopolassar a lăsat comanda armatei fiului său Nabucodonosor al II-lea, care i-a condus în 605 î.Hr. spre o victorie decisivă asupra egiptenilor la Carchemiș și i-a urmărit pe supraviețuitorii care fugeau până în Hamat. Visul lui Necho de a restabili Imperiul Egiptean în Orientul Mijlociu, așa cum se întâmplase sub Regatul Nou, a fost distrus pe măsură ce Nebucadnețar a cucerit teritoriul egiptean de la Eufrat până la Pârâul Egiptului (Ieremia 46:2; 2 Regi 23:29) în Iudeea. Deși Nabucodonosor a petrecut mulți ani în noile sale achiziții în campanii continue de pacificare, Necho nu a putut să recupereze nimic semnificativ din teritoriile pierdute. De exemplu, când Așkelon s-a răsculat, în ciuda rugăminților repetate, egiptenii nu au trimis niciun ajutor și abia au reușit să respingă un atac babilonian la granița lor de est în 601 î.Hr. Când a respins atacul babilonian, Necho a reușit să captureze și Gaza în cursul urmării inamicului. Necho și-a îndreptat atenția în anii săi din urmă spre stabilirea de relații cu noi aliați: carienii și, mai departe, spre vest, grecii. 

### Proiecte ambițioase
La un moment dat în timpul campaniei sale din Siria, Necho al II-lea a inițiat, dar nu a finalizat niciodată proiectul ambițios de a săpa un canal navigabil de la brațul Pelusiac al Nilului până la Marea Roșie. Canalul lui Necho a fost cel mai vechi precursor al Canalului Suez. În legătură cu noua activitate Necho a fondat orașul nou Per-Temu Tjeku, ceea ce se traduce prin „Casa lui Atum din Tjeku”, în locul cunoscut acum cu numele de Tell el-Maskhuta, la vreo 15 km vest de Ismailia. Calea navigabilă era menită să faciliteze comerțul dintre Marea Mediterană și Oceanul Indian.
Necho a format și o flotă egipteană prin recrutarea grecilor ionieni emigrați. Acesta a fost un act fără precedent al faraonului, deoarece majoritatea egiptenilor nutreau tradițional un dezgust și o frică înnăscute față de mare. Marina creată de Necho a operat atât de-a lungul coastelor Mării Mediterane, cât și în Marea Roșie. Necho II a construit nave de război, inclusiv, probabil, trireme.

### Expediția feniciană

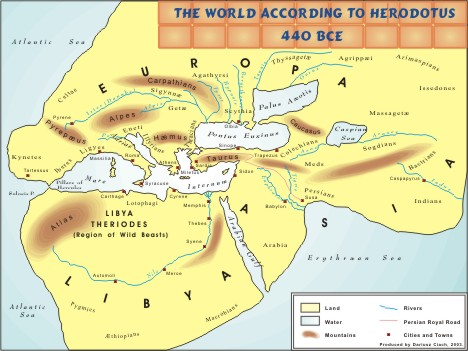
Lumea după Herodot, 440 î.Hr.

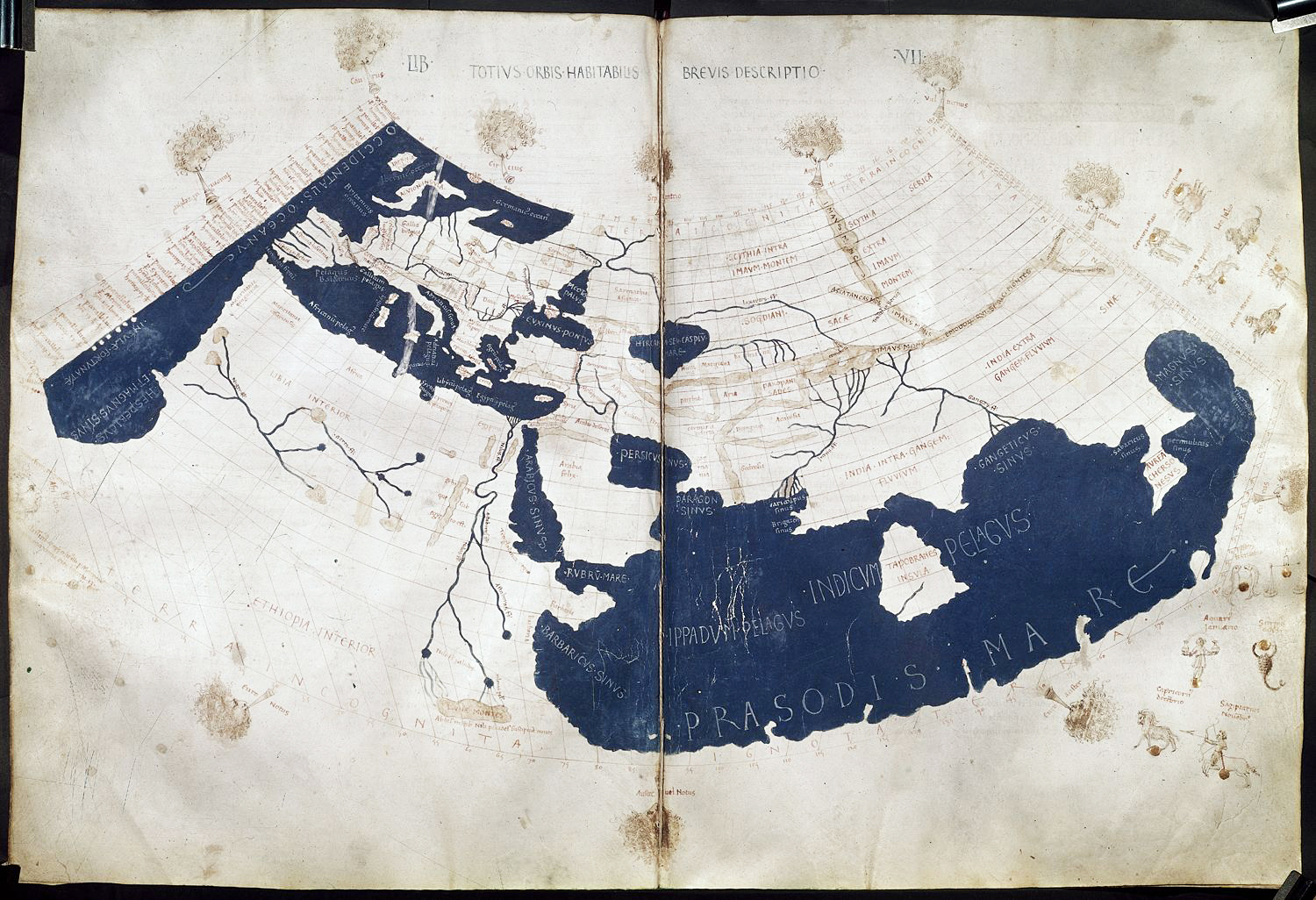
O reprezentare din secolul al XV-lea a hărții lumii lui Ptolemeu, reconstituită din Geographia lui Ptolemeu (c. 150)

La un moment dat, între 610 și înainte de 594 î.Hr., Necho a angajat fenicieni, care, după cum se spune, la porunca sa au navigat în trei ani din Marea Roșie în jurul Africii înapoi la gura Nilului; reușind astfel prima călătorie în jurul Capului Bunei Speranțe. Informațiile lui Herodot au ajuns la el prin tradiție orală,  dar sunt considerate potențial credibile deoarece a declarat cu neîncredere că fenicienii „ în timp ce navigau spre vest în jurul capătului sudic al Libiei (Africii), au avut soarele la dreapta lor„ — la nord de ei ( Istoriile 4.42). Pliniu relata că Hanno ocolise Africa, ceea ce ar fi putut fi o confuzie cu călătoria lui Necho, în timp ce Strabon, Polybius și Ptolemeu se îndoiau de descriere; la acea vreme nu se știa în general că Africa este înconjurată de un ocean (partea de sud a Africii fiind considerată conectată cu Asia). F. C. H. Wendel, scriind în 1890, a fost de acord cu Herodot la fel ca și James Baikie. Egiptologul A. B. Lloyd contesta în 1977 că un faraon egiptean ar putea autoriza o astfel de expediție, cu excepția unor rațiuni de a face cuceriri în Asia și de comerț pe rutele maritime antice.

### Moartea și succesiunea
Necho al II-lea a murit în 595 î.Hr. și a fost urmat de fiul său, Psamtik al II-lea, ca faraon al Egiptului. Cu toate acestea, Psamtik al II-lea a îndepărtat din motive necunoscute numele lui Necho din aproape toate monumentele tatălui său. Totuși, unii savanți, precum Roberto Gozzoli, își exprimă îndoiala că aceasta s-a întâmplat de fapt, argumentând că dovezile sunt fragmentare și destul de contradictorii.